# طرشت
طَرَشت از محلات قدیمی تهران واقع در شمال شرقی میدان آزادی بوده که از روستاهای قدیمی و شهرهای کنونی تهران به‌شمار می‌آید که بعضاً قدمت آن را تا زمان سلجوقیان دانسته‌اند.
از محلات جدید که در محدوده طرشت ساخته شده، می‌توان به محله‌های تهران ویلا، دریان نو، آریاشهر، شهرآرا، شهرک شهید فکوری اشاره کرد. از تکایای معروف این محله، تکیه طرشت (حسینیه طرشت) است که موقوفات بسیاری دارد. طرشت دارای دو مسجد به نام‌های حضرت علی اصغر و امام حسن عسگری است. همچنین، به دلیل مجاورت این محله با دانشگاه صنعتی شریف، تعدادی از خوابگاه‌های دانشجویی و مراکز پژوهشی این دانشگاه و نیروگاه طرشت (سابقاً معروف به برق آلستوم) در این محله واقعند.

## پیشینه

آرامگاه شیخ عبدالله طرشتی دهه هشتاد خوشیدی

نام طرشت را به صورت دَرَشت و دوریست نیز نوشته‌اند. طرشت از مکان‌های خوش آب و هوای تهران بوده و یکی از راه‌های ری به طبرستان از این دهکده می‌گذشته.
از رویدادهای تاریخی طرشت مرگ ناگهانی طغرل بیک سلجوقی، سردودمان سلجوقیان در راه بازگشت از آذربایجان در این آبادی بوده است.
طرشت یکی از بزرگ‌ترین مجموعه توتستان‌های تهران را در خود جای می‌داده که اکنون مقدار بسیار کمی از آن باغ‌ها به جای مانده است. این روستا در همسایگی روستاهای کن و جی، واقع بوده است. راه اصلی طرشت از خیابان آذربایجان کنونی که هنوز به سه‌راه طرشت معروف است، می‌گذشته که این مسیر ارتباط اصلی آن را با محدوده تهران بر قرار می‌کرد.
محدوده عرفی این روستا از شمال به نقطه ایوبی یا بوستان پردیسان، از غرب تا رودخانه کن و از شرق تا رودخانه قلقلی (قرقرو) در محل خیابان حبیب‌الهی و از جنوب تا حوالی خیابان امام خمینی ادامه می‌یافته است.
از جمله زمین‌های بایر طرشت در محدوده دکتر هوشیار توسط جوانمرد قصاب و در محدوده خیابان طوس توسط عبداله زمانی به قطعات کوچک تقسیم و واگذار گردید.
در طرشت در قدیم مدرسه آموزش اسلامی وجود داشته و مشایخ چندی از آن روستا برخاسته‌اند.
آرامگاه شیخ عبدالله طرشتی (دوریستی) که از عالمان شیعه می‌باشد، نیز در این محله و در بوستان طرشت که در گذشته، گورستان روستا بوده، قرار دارد. نقل است که خواجه نظام‌الملک شافعی مذهب در دوره سلجوقیان برای شنیدن درس این عالم شیعی به طرشت می‌آمد.
شاه‌قاسم فیض‌بخش فرزند سیدمحمد نوربخش است و نوربخش از اکابر عرفای قرن نهم که سلسله نوربخشیه از فرق بزرگ صوفیه بدو منسوبند. قبل از اینکه صفویه روی کار آیند و شاه طهماسب حصاری به دور تهران بکشد و آن را جلوه شهریت ببخشد، نوربخشیه فعالیت گسترده‌ای در روستاهای اطراف تهران مثل طرشت و سولقان داشتند و پیروان زیادی پیرامون آنها جمع بود.
وقتی سیدمحمد نوربخش از دنیا رفت، منصب ارشاد نوربخشیه، به فرزندش شاه قاسم فیض‌بخش رسید. شاه قاسم سی و اندی سال قبل از شکل‌گیری حصار طهماسبی در طرشت زندگی می‌کرد و بعد از مرگش در همین محدوده کوچه شاه‌قاسم که بخش شمالی قبرستان طرشتی‌ها بود، به خاک سپرده شد و بقعه‌ای برای او ساخته شد. امروزه کوچه‌ای گمنام به نام شاه قاسم در طرشت به یاد او باقی است.

## بزرگان
بزرگان روستای طرشت:
- شیخ عبدالله طرشتی (دوریستی) که از عالمان شیعه
- محمد بن احمد درشتی (از بزرگان امامیه)
- حاج شیخ مهدی طرشتی  (مشایخ )
- حاج شیخ مصطفی حسین مردی ( مشایخ )
- جعفر بن محمد درشتی (فقیه و حدیث‌شناس)
- حسن بن جعفر درشتی (راوی اخبار)
- ابوتراب درشتی (شاعر)
- محمد بن موسی درشتی (حدیث‌شناس)
- حاج میرزا مهدی طرشتی (نویسنده و مؤلف)
- جعفر بن محمد بن موسی درشتی (راوی)
- عبدالله بن جعفر درشتی (فقیه و حدیث‌شناس)
- حسن بن جعفر بن محمد بن موسی (شاعر)
- حسن بن حسین درشتی (از مشایخ)
- حاج غلامحسین زاهد (شاعر و نویسنده)
- حاج نصرالله حسینمردی (کدخدا)
- محمدقلی سلیم تهرانی:(؟ -۱۰۵۷ق/۱۶۴۷م) شاعر.
- حاج محمدرضا حسینمردی (مداح)[۸]
- حاج ملّاآخوند (از مشایخ)